# Município de Prairie (condado de Franklin, Ohio)
O município de Prairie (em inglês: Prairie Township) é um município localizado no condado de Franklin no estado estadounidense de Ohio. No ano de 2010 tinha uma população de 16 498 habitantes e uma densidade populacional de 333,28 pessoas por km².

## Geografia
O município de Prairie encontra-se localizado nas coordenadas 39° 56′ 20″ N, 83° 11′ 11″ O. Segundo a Departamento do Censo dos Estados Unidos, o município tem uma superfície total de 49.5 km², da qual 49,22 km² correspondem a terra firme e (0,57 %) 0,28 km² é água.

## Demografia
Segundo o censo de 2010, tinha 16 498 pessoas residindo no município de Prairie. A densidade populacional era de 333,28 hab./km². Dos 16 498 habitantes, o município de Prairie estava composto pelo 86,83 % brancos, o 4,5 % eram afroamericanos, o 0,37 % eram amerindios, o 1,08 % eram asiáticos, o 4,64 % eram de outras raças e o 2,58 % eram de uma mistura de raças. Do total da população o 7,23 % eram hispanos ou latinos de qualquer raça.